# Goastok
Een goastok (gaan-stok) is een traditionele Twentse wandelstok, die vaak te herkennen is aan de gedraaide vorm van het hout. Het hout krijgt zijn gedraaide vorm doordat er zich kamperfoelie om het hout gewikkeld heeft en het hout daarmee dicht geknepen heeft.
Goastokken worden niet veel meer gemaakt, omdat de mensen recht hout en andere materialen gebruiken om wandelstokken mee te maken en omdat ze de natuur meer cultiveren. Hierdoor heeft de kamperfoelie minder kans om zich om het hout heen te draaien en het hout af te knijpen.
Een goastok was een teken van aanzien en traditie. Zo gingen brulfteneugers, (bruiloft-nodigers) langs bij de familie, buren en kennissen om iedereen uit te nodigen voor de aanstaande bruiloft, altijd met een goastok, waarmee ze dan op de deuren klopten. Omdat ze dan als dank voor de uitnodiging bij iedereen een borreltje kregen, was een goastok ook nodig voor de ondersteuning. Bij overlijden gingen grooweneugers (begrafenis-nodigers) met een goastok dit nieuws meedelen. Als er een kind geboren was, versierden de vaders hun goastok met slingers, zodat iedereen kon zien dat hij wat te vieren had. 
Ook op de kermis ging een goastok mee, om dezelfde reden waarom de brulfteneugers hem nodig hadden. Daarnaast is een goastok een duchtig wapen. Bij de boeren hing een stok boven het bed, zodat ze het ding direct konden pakken als er wat aparts voor zou vallen. Ook op de kermis kon het nog weleens op ruzie uitlopen, en dan kon een goastok goed tot zijn recht komen. De bekendste verhalen hiervan komen van het buurschap Stokkum (Hof van Twente) bij Markelo. Daar waren de jongens vroeger nogal gauw aangebrand, en als jongens van buiten Stokkum dan te dicht bij de Stokkumse meisjes kwamen, dan liep het op vechten uit.

## Soorten
Er zijn twee soorten goastokken. De bekendste is de gedraaide, maar in Markelo hebben ze wat aparts. Een Markelose goastok is vaak van mispel, sleedoorn of meidoorn en recht. Het handvat is versierd met ganzenpennen die worden verweven met zwart paardenhaar, waardoor een zwart-wit schaakbordmotief ontstaat. Die wordt afgewerkt met stukjes leer aan weerskanten, en een leren band voor om de pols.
Daarnaast zijn er verhalen bekend van Brabantse marskramers. Dit waren arme mensen die door gebrek aan grond door verscheidene landen trokken en daarbij ook een soort goastok hadden. Deze was vaak van binnen hol gemaakt, zodat er een mes of lange dolk in kon, waarmee ze zich dan tegen kwaadwillenden verdedigen konden. Verder kunnen alle soorten wandelstokken wel goastokken genoemd worden, maar vaker wordt met "goastok" direct naar een Twentse goastok verwezen.